# Santa Esmeralda
Santa Esmeralda — франко-американская музыкальная группа, существовавшая в 1977—1983 гг., а также с 2002 по настоящее время, исполняющая музыку в жанрах диско и фламенко. Основана в Париже композиторами Николя Скорски и Жан-Мануэлем де Скарано для собственного (незадолго до того основанного) лейбла Fauves Puma. «Санта-Эсмеральда» стала известна благодаря исполнению кавер-версии песни «Don't Let Me Be Misunderstood», оригинал которой спела джазовая певица Нина Симон в 1964 годy.

## История
Группа была основана в 1976 года, французским продюсером и композитором Николя Скорски. Скорски был известен своей песней «Chanson Populare», которую пел Клод Франсуа.
Основной идеей нового проекта было объединение диско и фламенко. В качестве вокалиста и саксофониста был приглашён американский музыкант Лерой Гомес.
В начале семидесятых Лерой переехал в Париж. Он работал со многими исполнителями в числе которых Патрик Жуве, Жильбер Беко и Клод Франсуа. В 1973 году Лерой записал партии саксофона для альбома Элтона Джона Goodbye Yellow Brick Road.
В 1977 году вышел дебютный студийный альбом Santa Esmeralda Don’t Let Me Be Misunderstood, включал в себя 5 частей: на первой «Don’t Let Me Be Misunderstood» и «Esmeralda Suite», на второй стороне баллада «You’re My Everything» и танцевальные «Gloria» и «Black Pot». Альбом разошёлся 15-миллионным тиражом в течение нескольких месяцев. За всё время было продано 25 миллионов дисков, не считая синглов и кассет. Альбом получил 48 золотых и 42 платиновых сертификаций.
Изначально Santa Esmeralda создавался как студийный проект, но успех группы дал понять, что ему нужны концертные выступления. Так как Лерой Гомес к тому времени уже записывал свой дебютный сольный альбом Gypsy Woman, новым солистом группы стал Джимми Гоингс. Второй альбом Santa Esmeralda записывался без принятия участия Гоингса в качестве вокалиста.
Второй студийный альбом The House Of Rising Sun был выпущен в 1978 году.
В 1979 году вышли два альбома группы: Another Cha Cha и Beauty, первый построен на латиноамериканских ритмах и мелодиях, а второй — диско-сюита по мотивам вампирских ужастиков.
В 1981 вышел альбом Hush.
Последний альбом группы Green Talisman, в США официально не издавался.
В 1994 году лейбл Hot Productions переиздал на дисках полную коллекцию альбомов Santa Esmeralda, а также выпустил сборник хитов группы.

## Дискография

### Альбомы
- 1977 — Don’t Let Me Be Misunderstood
- 1978 — 2:The House Of The Rising Sun
- 1978 — Beauty
- 1979 — Another Cha-Cha
- 1980 — Don’t Be Shy Tonight
- 1981 — Hush
- 1982 — Green Talisman
- 1993 — The Greatest Hits

### The New Santa Esmeralda (совместно с Лероем Гомесом)
- 2005 — Gloria
- 2006 — Hasta Luego